# Krežbinac
Krežbinac (serbisch-kyrillisch Крежбинац) ist ein Dorf der Opština Paraćin im Okrug Pomoravlje in Serbien.

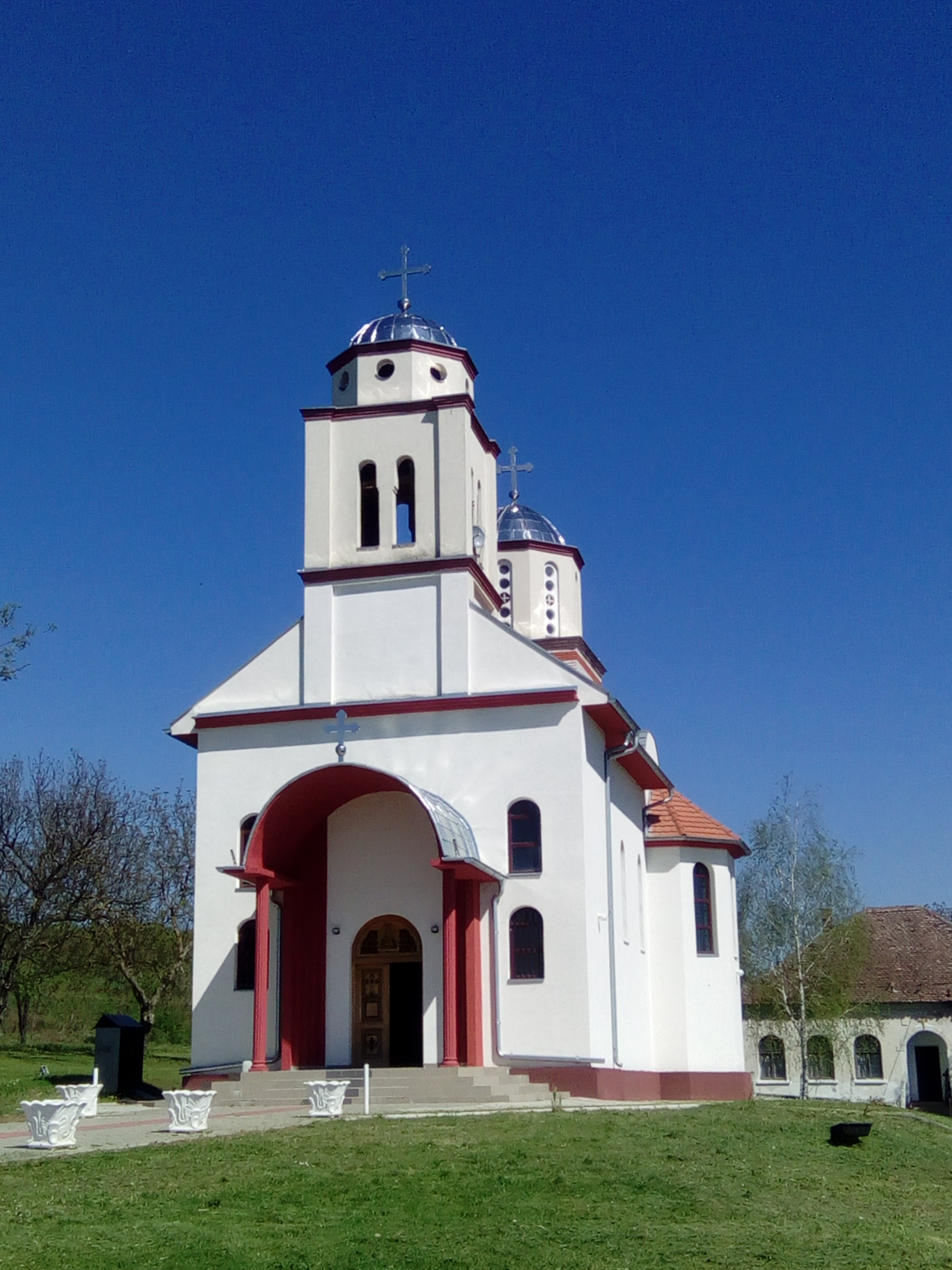
Die Serbisch-orthodoxe Kirche Hl. Großmärtyrerin Nedelja in Krežbinac

Das Dorf hat, nach dem letzten Census von 2011, etwa 448 Einwohner und umfasst eine Fläche von 1 km². Die Wirtschaft ist hauptsächlich agrarisch geprägt. In der Nähe liegen die Autobahn Belgrad–Niš sowie die Stadt Paraćin.

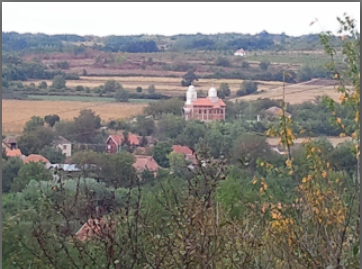
Blick auf einen Teil des Dorfes mit der Kirche

## Bevölkerung
Die Dorfbevölkerung stellen fast ausschließlich Serben.

## Religion
Die Dorfbevölkerung gehört der Serbisch-orthodoxen Kirche an. Im Dorf steht die Serbisch-orthodoxe Kirche Hl. Großmärtyrerin Nedelja.